# Шевцов Георгій Іванович
Георгій Іванович Шевцо́в (нар. 15 жовтня 1940, Острови) — український графік, плакатист. Член Спілки художників України з 1968 року. Лауреат премії імені В. Касіяна за 1985 рік.

## Біографія
Народився 15 жовтня 1940 року в селі Островах (тепер Маневицький район Волинської області, Україна). 1966 року закінчив Київський художній інститут (педагоги з фаху О. Данченко, Г. Гавриленко, В. Касіян, Т. Лящук).
Брав участь у виставках: республіканських з 1965 року, всесоюзних з 1968 року.

## Творчість
Працює в галузі живопису, графіки. Твори:
- «Пам'ятай трагедію Хіросіми» (1965);
- «Переможцям слава!» (1967);
- «Подвигу Олександра Матросова — 25 років» (1968);
- «Пролетарі всіх країн, єднайтеся!» (1969);
- «Вистояли і перемогли» (1970);
- «У горнилі війни наша дружба гартована» (1975);
- «Армія мир береже! 1918—1976» (1976);
- «В єдності сила!» (1977);
- «Мирне небо — дітям Землі» (1979);
- «Бережіть скарби культури» (1982);
- «Люди, братерство!» (1984);
- «Люди, бережіть мир» (1985);
- «У нас парад» (1988);
- «На культурк» (1989);
- «Хто ж ми такі, куди йдемо…» (1990);
- «Ой чий то кінь стоїть?» (1990).